# Resolutie 1276 Veiligheidsraad Verenigde Naties
Resolutie 1276 van de Veiligheidsraad van de Verenigde Naties werd op 24 november 1999 unaniem aangenomen door de VN-Veiligheidsraad.

## Achtergrond
Na de Jom Kipoeroorlog kwamen Syrië en Israël overeen de wapens neer te leggen. Een waarnemingsmacht van de Verenigde Naties moest op de uitvoer van de twee gesloten akkoorden toezien.

## Inhoud
De Veiligheidsraad:
- Overwoog het rapport van de secretaris-generaal over de UNDOF-waarnemingsmacht.
- Beslist:
a. De partijen op te roepen onmiddellijk resolutie 338 uit te voeren.
b. Het mandaat van de macht met een periode van zes maanden te verlengen tot 31 mei 2000.
c. De secretaris-generaal te vragen dan te rapporteren over de ontwikkelingen en de genomen maatregelen om resolutie 338 uit te voeren.

## Verwante resoluties
- Resolutie 1243 Veiligheidsraad Verenigde Naties
- Resolutie 1254 Veiligheidsraad Verenigde Naties
- Resolutie 1288 Veiligheidsraad Verenigde Naties (2000)
- Resolutie 1300 Veiligheidsraad Verenigde Naties (2000)

Lijst ·  1220 ·  1221 ·  1222 ·  1223 ·  1224 ·  1225 ·  1226 ·  1227 ·  1228 ·  1229 ·  1230 ·  1231 ·  1232 ·  1233 ·  1234 ·  1235 ·  1236 ·  1237 ·  1238 ·  1239 ·  1240 ·  1241 ·  1242 ·  1243 ·  1244 ·  1245 ·  1246 ·  1247 ·  1248 ·  1249 ·  1250 ·  1251 ·  1252 ·  1253 ·  1254 ·  1255 ·  1256 ·  1257 ·  1258 ·  1259 ·  1260 ·  1261 ·  1262 ·  1263 ·  1264 ·  1265 ·  1266 ·  1267 ·  1268 ·  1269 ·  1270 ·  1271 ·  1272 ·  1273 ·  1274 ·  1275 ·  1276 ·  1277 ·  1278 ·  1279 ·  1280 ·  1281 ·  1282 ·  1283 ·  1284